# Anthony Brand (6e vicomte Hampden)
Anthony David Brand, 6e vicomte Hampden (7 mai 1937 – 4 janvier 2008), est un homme d'affaires et pair héréditaire britannique.

## Biographie

### Jeunesse
Anthony Brand est le fils de David Brand, 5e vicomte Hampden et de son épouse Imogen Alice Rhys, fille de Walter Rice, 7e baron Dynevor. Il a deux sœurs cadettes. Il succède à son père comme vicomte Hampden en 1975. Il étudie au Collège d'Eton.

### Vie adulte
Il travaille dans le secteur bancaire et financier. Il travaille chez Lazard Brothers, banquiers d'affaires, de 1956 à 1969, et chez Hoare Govett, courtier en valeurs mobilières, de 1970 à 1982. Son oncle, Thomas Brand, 4e vicomte Hampden est directeur général de Lazards de 1931 à 1965. Son père, David Brand, 5e vicomte Hampden, est président de la Banque anglaise, écossaise et australienne de 1948 à 1972.
Il est coopté au conseil paroissial de Glynde et Bedingham en 1987 et est président de la Sussex Branch Country Landowners Associationentre 1985 et 1987 ainsi que de l'Historic Houses Association entre 2001 et 2005. Il devient lieutenant adjoint pour l'East Sussex en 1986. Anthony Brand fait partie du Conseil d'administration de l'école Emanuel de Battersea de 1985 à 2004 et est gouverneur de 1965 à 2005. L'école a un lien familial fort, elle est cofondée par une tante ancestrale, Anne Sackville (décédée en 1595), fille de Richard Sackville, et épouse du 10e baron Dacre.

#### Chambre des lords
Il succède à son père David Brand, 5e vicomte Hampden à la Chambre des lords. Il participe avec les crossbencher aux débats à la chambre à hauteur de 17 interventions.
Il est exclu de la chambre comme la majorité des autres pairs héréditaire le 11 novembre 1999 en vertu du House of Lords Act 1999.
Il ne s'est pas présenté lors d'élections partielles pour siéger de nouveau à la chambre.

### Domaines Glynde
Il est gestionnaire de son propre domaine de 6 000 acres (24 km2). Il hérite d'une grande partie du domaine et de Glynde Place d'un cousin germain, Humphrey Brand (1895-1953) et de sa veuve en 1953 et 1978. (Humphrey Brand est le fils de Thomas Seymour Brand (1847-1916), deuxième fils d'Henry Brand, 1er vicomte Hamden, ce dernier hérite du domaine de son oncle, Thomas Brand, 20e baron Dacre en 1851.
(Il y a eu une disposition de 1851 selon laquelle le détenteur de la baronnie Dacre doit toujours renoncer au domaine de Glynde en faveur de la lignée cadette ; cependant, avec la séparation de la baronnie Dacre et du vicomté de Hampden en 1965, cet arrangement est donc devenu caduc).
Le domaine de Glynde se trouve à quelques kilomètres au nord-est de Lewes, entre Glyndebourne et Firle. Une autre partie du domaine se trouve à Mayfield où l'auteur Pamela Travers, créatrice de Mary Poppins, a été autrefois locataire.
Glynde Place, dont la famille Trevor hérite en 1679, doit une grande partie de son état actuel à un oncle ancestral, Richard Trevor (1701-1771), prince évêque de Durham de 1752 à 1771. Glynde Place abrite un portrait du prince-évêque peint par Thomas Hudson, mais aussi l' Apothéose du roi Jacques Ier (1629-1630), une esquisse à l'huile sur bois de Pierre Paul Rubens, il est prêté, depuis 1981, avec quelques croquis associés à la National Gallery. Ce tableau est acquis par le frère aîné de Thomas Trevor, Robert Hampden-Trevor ou par l'un de ses neveux.
Les commissaires-priseurs Christie's ont vendu en décembre 2008, deux Canalettos de la collection du domaine Glynde.

## Famille
Il épouse en premières noces, le 27 septembre 1969, Caroline Fiona Proby (née en 1943), fille de Claud Proby et de Patricia Amelia Pearce. Ils divorcent en 1988. Ils ont trois enfants :
- Francis Brand, 7e vicomte Hampden (né le 17 septembre 1970) épouse Caroline V. Pryor, dont descendance ;
- Saracha Mary Brand (née le 7 mars 1973) épouse Robert Barksfield, dont descendance ;
- Jonathan Claud David Humphrey Brand (né le 25 août 1975)

Il épouse en secondes noces, le 21 octobre 1993, Sally Hambro (née en 1938), fille de Charles Jocelyn Hambro et de Dorothy Helen Mackay. Ils n'ont pas d'enfants.

## Distinctions
- Médaille du jubilé d'argent d'Élisabeth II (6 février 1977)
- Médaille du jubilé d'or d'Élisabeth II (6 février 2002)